# Villar (Soba)
Villar es una localidad española del municipio de Soba, perteneciente a la comunidad autónoma de Cantabria. 

## Geografía
La localidad está a 370 m s. n. m. y a una distancia de 2,7 kilómetros de la capital municipal, Veguilla. 

## Historia
Aparecen referencias en el siglo XII de Santa Cruz en Soba como sitio, denominándose así en la actualidad la iglesia parroquial, cuyo edificio fue construido en 1962 junto a la cual se ha documentado una necrópolis de esa época.[cita requerida]
Hacia mediados del siglo XIX, el lugar, ya por entonces perteneciente a Soba, tenía contabilizada una población de 144 habitantes. Aparece descrito en el decimosexto y último volumen del Diccionario geográfico-estadístico-histórico de España y sus posesiones de Ultramar de Pascual Madoz con las siguientes palabras:

VILLAR: l. en la prov. y dióc. de Santander, part. jud. de Ramales, aud. terr. y c. g. de Búrgos, ayunt. del valle de Soba. sit. en una cordillera; su clima es frio pero sano. Tiene 36 casas distribuidas en los barrios de Barcena, el Rio, Espinilla, la Colina, la Junquera, Llano, Hoyo, Otero y Sionetos, á distancia uno de otro de un cuarto de leg. el que mas, y separados todos por barrancos mas ó menos profundos. Hay escuela de primeras letras frecuentada por unos 30 niños en el invierno y 19 en el verano, que satisfacen al maestro una módica retribucion; igl. parr. (la Sta. Cruz), servida por 1 cura de provision del diocesano; y buenas aguas potables. Confina con Sangas, Santayana, Labin y la cordillera que separa el valle por la parte S. llamada Canales de Villar. El terreno es arcilloso y fuerte, bastante poblado de castaños, perales y manzanos. prod.: trigo, maiz y pastos; cria ganados y alguna caza. Los moradores salen algunos á la siega á tierra de Soria. pobl.: 34 vec., 144 alm. contr. con el ayuntamiento.
(Madoz, 1850, p. 233)

En 2023, la entidad singular de población tenía empadronados sesenta habitantes y el núcleo de población, también sesenta.